# Hakatabukten

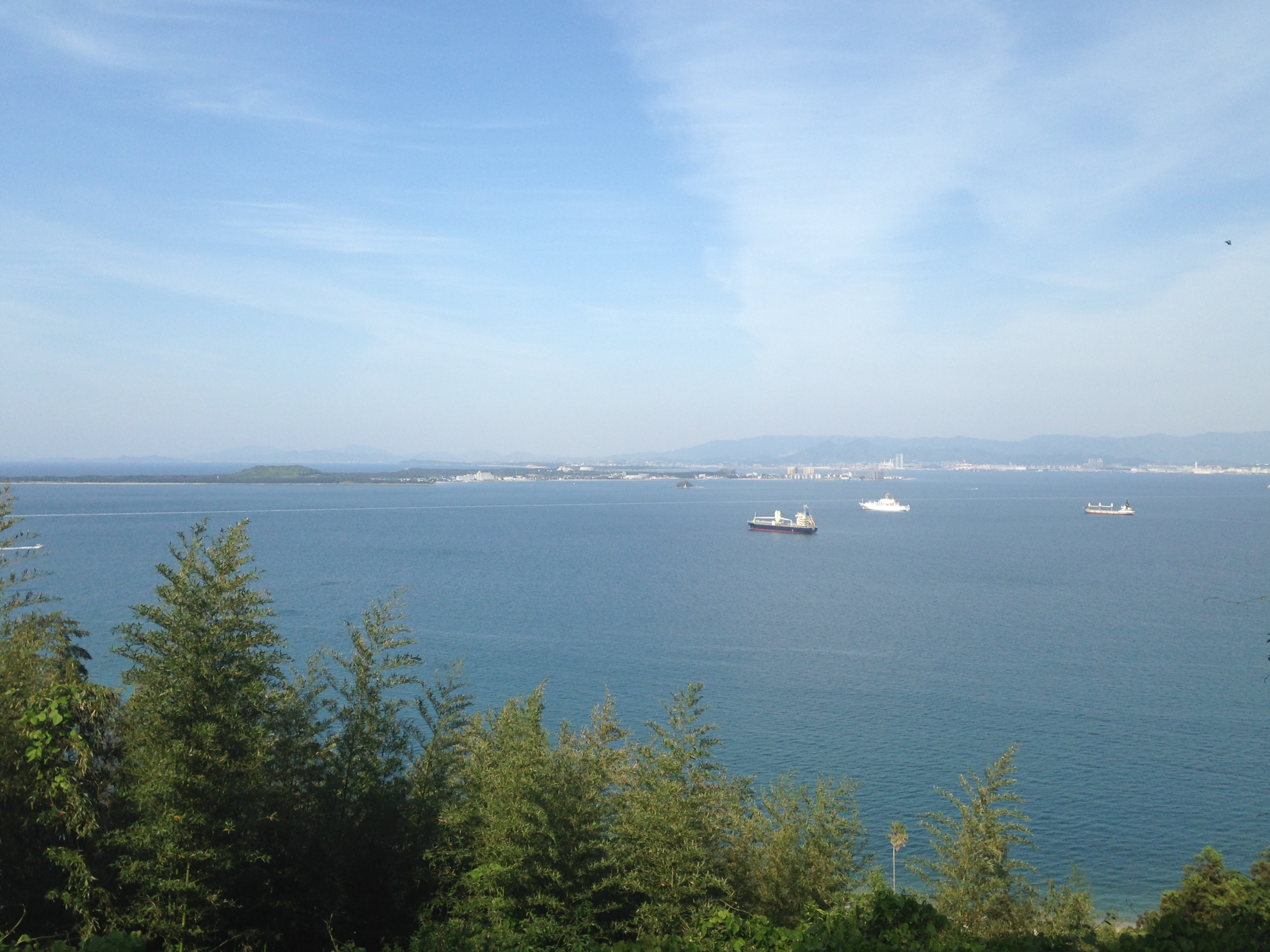
Hakatabukten

Hakatabukten (japanska: 博多湾?, Hakatawan) är en bukt utanför Fukuoka på norra kusten av den japanska ön Kyushu. Bukten är känd för de mongoliska invasionerna av Japan 1274 och 1281.
Hakata var förr en stad men utgör numera en del av Fukuoka.